# Klára Sebők
Klára Sebők (cunoscută și ca Maria Clara Sebők, n. 15 august 1942, Vlăhița, Regatul Ungariei, azi în județul Harghita, România) este o actriță română de etnie maghiară.
A absolvit Institutul de Teatru „Szentgyörgyi István” din Târgu Mureș în 1967, avându-i colegi de promoție pe Ildikó Bartis, János Bratescu, Ildikó Kiss (Törék), László Mátray, Elemér Siklódy, Sándor Técsy și Miklós Tóth Páll. După absolvirea studiilor, a fost repartizată la Teatrul Maghiar de Stat din Satu Mare.

## Roluri în piese de teatru
Numărul rolurilor interpretate potrivit evidențelor teatrale este de 46.
- Lajos Barta: Zsuzsi — Zsuzsi
- Anton Cehov: Trei surori — Anfisa
- Euripide – Jean-Paul Sartre – Gyula Illyés: Troienele — Elena
- István Kocsis: Coroana este din aur — regina Maria Stuart
- Károly Kós: Budai Nagy Antal — Anna Bese
- László Lőrinczi: Iubitul — Ágnes
- Arthur Miller: După cădere — Maggie
- Zsigmond Móricz: Nu pot trăi fără muzică — Veronika
- Zsigmond Móricz: Rubedeniile — mătușa Kati
- Péter Nádas: Întâlnirea — Mária
- William Shakespeare: Antoniu și Cleopatra — regina Cleopatra
- William Shakespeare: Hamlet — Gertruda, regina Danemarcei, mama lui Hamlet
- András Sütő: Cain și Abel — Arabella
- András Sütő: Floriile unui geambaș — Lisbeth
- András Sütő: Nunta din Susa — Roxané
- Mihály Vörösmarty: Csongor și Tünde — Ilma

## Filmografie
- Cartierul veseliei (1965)
- Ítélet (1970) — Teréz
- Mihai Viteazul (1971) — arhiducesa Maria Cristina de Graz
- Atunci i-am condamnat pe toți la moarte (1972) — Clara
- Conspirația (1973) — Iuliana Varga
- Departe de Tipperary (1973) — Iuliana Varga
- Capcana (1974) — Iuliana Varga
- Holnap lesz fácán (1974)
- Agentul straniu (1974) — Alisa
- Bietul Ioanide (1980)
- Al treilea salt mortal (1980) — Isabelle
- Kisváros (serial TV, 1998) — episoadele „Infarktus a postán” și „A rajongó”
- Sobri (2002) — doamna Kasznár
- Kivilágos kivirradtig (film TV, 2005) — doamna Péchy